# Ceratina augochloroides
Ceratina augochloroides (лат.) — вид пчёл рода Ceratina из семейства Apidae (Xylocopinae).

## Распространение
Южная Америка: Бразилия.

## Описание и этимология
Мелкие пчёлы, длина тела менее 1 см. Тело слабопушенное, буровато-чёрное, металлически блестящее с грубой скульптурой. От близких видов (Ceratina lucidula) отличается следующими признаками: тело зелёное с металлическим блеском; лицо равномерно зеленое, без пятен; ноги коричневатые. Наличник с широкой светло-коричневой полосой по апикальному краю (не менее 1/6 ширины наличника). Вид был впервые описан в 1910 году бразильским ботаником и энтомологом итальянского происхождения Адольфо Дукке (Dr.Adolf Ducke; 1876—1959).
Биология не исследована. Основные находки вида приходятся на октябрь.
Вид включён в состав неотропического подрода C. (Ceratinula) Moure, 1941.